# Ace Combat Xi: Skies of Incursion
(motto di Project Aces durante lo sviluppo di Ace Combat Xi)
Ace Combat Xi: Skies of Incursion (エースコンバットXi?, Ēsu Conbatto Irebun) è un videogioco simulatore di volo per iOS. Il gioco è stato presentato al Tokyo Game Show del 2009 e reso disponibile per iOS nel dicembre del 2009. Sono stati resi disponibili due aggiornamenti significativi, il 1.11 (che ha aggiunto una missione) e il 1.2 (che ha invece introdotto 3 nuovi aerei della Lockheed Martin). Il 30 marzo del 2015 il gioco è stato rimosso dall'App Store insieme al proprio sito ufficiale a causa dell'incompatibilità con le ultime versioni del sistema iOS.

## Trama
Il gioco è un prequel di Ace Combat X: Skies of Deception ed è ambientato nel mondo dello Strangereal nel 2020 durante i primi 10 giorni della guerra fra la Repubblica Democratica di Lesath e la Repubblica Federale di Aurelia. Il personaggio controllato dal giocatore è il pilota aureliano Falco 1 detto La Croce del Sud (soprannome che condivide con il protagonista di X, Gryphus 1) , caposquadriglia dello Squadrone Sperimentale di Valutazione delle Tecnologie Aeree "Falco" già apparso in Skies of Deception.
Missione 01: Skies of Incursion
Base Aerea di Phuku Lagolla
Allo scoppio della guerra Aureliana le forze d'invasione di Lesath invasero rapidamente la nazione di Aurelia riuscendo ad avanzare fino alla capitale Grinswall quasi indisturbati. Lo squadrone Falco viene inviato dal Comando Aereo Auerliano in via d'emergenza a tendere un'imboscata a un gruppo di caccia Lesathiani che minaccia la Base Aerea di Phuku Lagolla, ultimo bastione rimasto prima della capitale. Il giocatore deve distruggere tutti gli invasori nemici fino a che l'indicatore MPG del numero dei nemici non raggiunge lo zero.
Missione 02: Fort
Base Sallqa
Nonostante la base aerea di Phuku Lagolla sia stata difesa con successo l'esercito di Lesath dà inizio alla fase principale della propria invasione: la conquista della capitale auerliana Grinswall. Lo squadrone Falco viene inviato a difendere la base logistica Sallqa, posta al confine fra Lesath e Aurelia e principale base di supporto delle armate aureliane. Il giocatore deve difendere la base supportando le varie unità nella difesa ed eliminando tutti i bersagli.
Missione 03: Threat in Back
Porto di Challwa
La Base Sallqa viene difesa con successo, tuttavia l'intelligence aureliana riferisce che le forze di invasione di Lesath stanno prepareando uno sbarco presso il porto di Challwa, posto ai piedi del monte Nevara. La conquista del porto da parte delle forze di Lesath creerebbe una testa di ponte per l'invasione verso Grinswall, dunque il Comando Aereo Aureliano decide di inviare lo squadrone sperimentale Falco a respingere l'attacco. Il giocatore deve difendere le navi alleate presenti dentro il porto ed eliminare le forze da sbarco di Lesath.
Missione 04: Pressure
Base Sallqa
Malgrado gli sforzi delle forze aeree aureliane e dello Squadrone Falco nella difesa delle basi di Challwa e Sallqa le forze di invasione di Lesath controllano il 60% del territorio Aureliano, tuttavia la capitale Grinswall riesce ancora a resistere all'assedio, dunque il Comando Aereo Aureliano decide di dare priorità alla difesa delle due basi. Le forze aeree di Lesath tornano nuovamente ad attaccare Sallqa puntando alla distruzione di quest'ultima piuttosto che alla conquista, il giocatore sarà quindi inviato come ultima linea di difesa della base e dovrà eliminare tutti i bersagli limitando i danni.
Missione 05: Survive
Area Z2K, fra la base Sallqa e il porto di Challwa
I continui fallimenti nella conquista dei Grinswall provocano frustrazione e incredulità tra gli alti ranghi dell'esercito di Lesath, che reputavano le Forze Aeree Aureliane quasi insignificanti rispetto alla potenza dell'esercito lesathiano. Una serie di ricognizioni aureliane ha individuato uno squadrone d'élite di Lesath, lo squadrone Chimera, mentre sorvolava i cieli dell'Area Z2K, zona posta tra la base Sallqa e il porto di Challwa che garantisce la linea dei rifornimenti aureliani. Il Comando Aereo Aurealiano decide di inviare lo squadrone Falco a conquistare la superiorità aerea nell'area, dopo che tutte le forze inviate precedentemente hanno riportato gravi perdite. Il giocatore dovrà abbattere tutti i membri dello squadrone Chimera (Il cui numero varia a seconda della difficoltà) e, secondo le parole dell'AWACS: "Sopravvivere" e "Non ritirarsi".
Missione 05: Interception
Località ignota, al di là delle linee nemiche
Il morale delle truppe Aureliane inizia a risalire visti i recenti successi dello squadrone Falco nella difesa delle basi Sellqa e Challawa, qualche unità inizia addirittura a sferrare dei primi contrattacchi contro gli invasori lesathiani. Lo squadrone Falco viene inviato dietro le linee nemiche ad eliminare delle basi di rifornimento per permettere alle unità Aureliane di sferrare dei contrattacchi più efficaci. La zona, tuttavia, è coperta dal sistema radar anti-aereo lesathiano: Falco 1 dovrà volare al di sotto di 500 metri seguendo il percorso di un fiume per evitare di essere individuato dalla contraerea.
Missione 07: Resistance
Port Patterson
A causa delle recenti vittorie lo squadrone Falco diventa ben presto l'emblema dell'"Aurelia che Resiste", motivando molte unità e civili aureliani a sferrare contrattacchi contro gli invasori, che intanto iniziano a dubitare delle effettive capacità del proprio esercito. Allo squadrone Falco viene ordinato di sposarsi dalla Base Aerea di Phuku Lagolla verso Port Patterson, dove si stanno radunando molte navi e forze armate aureliane. Ben presto però anche l'Alto Comando dell'esercito di Lesath si accorge del grande movimento di truppe intorno alla zona di Port Patterson e decide di inviare un grande contingente di bombardieri e navi. Lo squadrone Falco dovrà proteggere la flotta aureliana nelle proprie operazioni ed impedire che essa venga raggiunta dai lesathiani.
Missione 08: Flames of AX
Mare Aureliano, di fronte a Grinswall
Dopo il successo delle precedenti missioni la flotta navale aureliana si raduna di fronte alla capitale, ponendosi come ultima linea di difesa. Lo squadrone Falco viene inviato a scortare la flotta quando improvvisamente la fortezza aerea Gandr appare sul campo di battaglia, colpendo duramente la flotta aureliana con un missile SWBM.
Debriefing: Nonostante le vittorie ottenute dallo squadrone Falco come la distruzione del Gandr e della squadriglia Chimera la flotta aureliana posta a difesa di Grinswall viene completamente annientata, lasciando scoperta la capitale che cadrà successivamente in mano al nemico. Anche la base Sallqa viene misteriosamente distrutta e, di conseguenza, Aurelia subisce una dura sconfitta nelle fasi iniziali della guerra, dando inizio ai fatti di Skies of Deception.
Missione Bonus: Air Combat Challenge

## Modalità di gioco
Il gioco è stato ottimizzato per il sistema iOS grazie all'introduzione di un D-Pad e di bottoni rispettivamente per il controllo della manetta, la selezione del bersaglio e per il fuoco della mitragliatrice o il lancio di missili, a differenza dei precedenti titoli non sono disponibili armi speciali di nessun tipo.
Alcune caratteristiche del gameplay variano a seconda della difficoltà scelta dal giocatore, che è divisa in Facile, Media e Difficile, ad esempio il numero dei missili e i colpi della mitragliatrice oppure il numero dei membri della Squadriglia Chimera.
Il gioco riprende molte delle novità e degli asset presenti nel titolo precedente, Skies of Deception come l'MPG, buona parte della colonna sonora, parte del doppiaggio e gli aerei.
Sono inoltre evidenti diversi errori di localizzazione e traduzione, soprattutto nei briefing di inizio missione.

## Aerei

### Caccia
- XR-45 Cariburn (aereo fittizio)
- ADF-01 FALKEN (aereo fittizio)
- MiG-21-93
- F-1
- MiG-29A Fulcrum
- MiG-31 Foxhound
- Su-27 Flanker
- Su-37 Terminator
- Typhoon(disponibile come DLC[2])
- F-22 Raptor (aggiunto nell'aggiornamento 1.12[3])
- Su-47 Berkut
- S-32

### Multiruolo
- XFA-24A Apalis (aereo fittizio disponibile fin dall'inizio del gioco)
- XFA-27 (aereo fittizo)
- F-2A (disponibile come DLC[3])
- F-35 Lighting II (aggiunto nell'aggiornamento 1.12[3])
- Rafale M (disponibile come DLC[3])

### Attacco a terra
- YR-302 Fregata (aereo fittizio)
- F-117A Nighthawk (aggiunto nell'aggiornamento 1.12[3])

### Non controllabili dal giocatore
- YRB-89 (bombardiere fittizio)
- Gandr, fortezza aerea fiore all'occhiello delle forze aeree di Lesath, prototipo del Gleipnir apparso in Skies of Deception e dotato di SWBM[N 2], un potente missile sviluppato dalla nazione di Lesath.